# Il mostro di metallo
Il mostro di metallo (The Metal Monster) è un romanzo di fantascienza di Abraham Merritt pubblicato per la prima volta nel 1920 a puntate sul periodico Argosy All-Story Weekly.
In questo romanzo ricompare il personaggio del dottor Goodwin, già protagonista del precedente romanzo di Merritt Il pozzo della luna (The Moon Pool, 1919).

## Trama
Il dott. Walter T. Goodwin sta partecipando a una spedizione scientifica sull'Himalaia quando incontra Dick Drake, figlio di un suo conoscente. I due sono testimoni di uno strano fenomeno simile all'aurora boreale, ma all'apparenza di origine artificiale. Mentre investigano sul fenomeno, incontrano i fratelli Martin e Ruth Ventnor, due scienziati amici di vecchia data del dott. Goodwin. I due fratelli sono assediati da una tribù di origine persiana del tutto simile a quelle che popolavano quelle zone oltre 2000 anni prima.
Il gruppo è tratto in salvo da una donna misteriosa di nome Norhala, che può controllare il potere del fulmine ed è al comando di strane forme di vita metalliche, capaci di unirsi fra loro per dar vita a gigantesche creature in grado di sparare raggi letali.
Il dott. Goodwin e i suoi compagni sono poi condotti in una vallata nascosta in cui sorge una città abitata dalle creature metalliche guidate da Norhala. La città è governata dal crudele Imperatore di metallo.
Mentre Ruth decide di seguire le orme di Norhala, per acquisirne i poteri, Martin tenta di eliminare l'Imperatore di metallo sparandogli; quest'ultimo però reagisce colpendo Martin con un raggio di origine misteriosa e mandandolo in coma.
Chiusi nella morsa tra l'Imperatore di metallo e la tribù persiana, spetta al dott. Goodwin e a Drake trovare una via d'uscita per quella difficile situazione.

## Edizioni
- Abraham Merritt, Il mostro di metallo, Fanucci Editore, 1996,  p. 320, ISBN 978-88-347-0430-1.